# Frank Capra (üzletember)
Frank Capra (Los Angeles, 1934. március 20. – Philadelphia, 2007. december 19.) amerikai olasz (szicíliai) filmproducer. Édesapja Frank Capra és fia, Frank Capra III is filmrendező.